# Michel Aubier
Michel Aubier, né le 10 décembre 1947, est un pneumologue français, spécialiste reconnu des maladies respiratoires, ancien chef de service à l'hôpital Bichat de Paris, professeur à l'université Paris-Diderot et chercheur à l'Inserm. 
Il est notamment connu pour ses prises de positions publiques concernant les effets de la pollution de l'air. 
En parallèle, il intervient auprès du groupe pétrolier Total, comme « médecin-conseil » (« médecin du travail s'occupant des cadres dirigeants et gérant une équipe de médecins dans l'entreprise »), sans autorisation de cumul d'activité auprès de son employeur soit l'AP-HP et de l'HAS, tout en minimisant durant ces années dans les médias et parfois auprès de ses pairs les effets sanitaires du diesel et de la pollution de l'air sur la santé
En 2017, la justice le condamne pour avoir omis de déclarer cette activité complémentaire (qui le plaçait en situation de conflit d'intérêts depuis 1997), devant la Commission d'enquête sénatoriale qui l'interrogeait sur les coûts financiers induits par l'exposition des français à la pollution de l'air.

## Biographie
Michel Aubier est docteur en médecine en 1978 à la Faculté de Médecine Lariboisière Saint-Louis.
Chef du service de pneumologie-allergologie à l'Hôpital Bichat de Paris  de septembre 1997 à septembre 2015, il est aussi à l'origine de l'unité Inserm U700  "Physiopathologie et épidémiologie de l'insuffisance respiratoire" de 1997-2003.
Il est également co-directeur de l'équipe « Epidémiologie des maladies allergiques et respiratoires ».
Depuis 2015, il est  membre  d'une commission de la Haute Autorité de santé (HAS), et parallèlement Professeur émérite à l'université Paris-Diderot.
Il est considéré comme spécialiste de l'asthme et de certains effets de la pollution de l'air ou du tabac, mais s'est aussi intéressé à la médecine du travail dans l'industrie. Il a ainsi  été médecin conseil chez Total, et a participé à une grande étude de cohorte (entièrement financée par l'Association technique de l'industrie des liants hydrauliques (ATILH, qui selon la publication de l'étude en 2011 « a pris en charge les coûts de l'étude, facilité le travail avec le service des ressources humaines et les hygiénistes industriels et a assisté en tant qu'observateur aux réunions du scientifique Comité », sans s'ingérer « ni dans la rédaction du protocole, ni dans l'analyse des données, ni dans la rédaction de cet article » ; article néanmoins co-signée par Alain Marconi (Ciments Lafarge), Philippe Clément du groupe Ciments Calcia et qui conclut ne pas corroborer pas[pas clair] « les observations précédentes,,,,,,,, selon lesquelles les travailleurs du ciment (et/ou de l'amiante-ciment) sont plus à risque de mortalité par cancer que la population générale », en suggérant d'augmenter la durée du suivi des employés et d'analyser des « expositions spécifiques ».

### Conflits d'intérêts
Michel Aubier est embauché par Total en 1997 comme « médecin-conseil », puis, en 2007 il est membre du conseil d'administration de la Fondation Total  et détenteur, selon Le Monde, de 1.200 actions à la valeur unitaire de 51,29 euros, soit 61,548 euros.
Sa rémunération est estimée jusqu'à 170,000 euros annuels liés à son activité chez Total, pour neuf journées et demie par mois et des avantages en nature (voiture de fonction) en parallèle de ses activités de médecin à l'AP-HP.
Ses collaborations extérieures n'ont pas fait l'objet d'une « autorisation de cumul d'activité » normalement obligatoire en cas de rémunération complémentaire. Il n'a pas non plus rempli sa déclaration publique d'intérêt auprès de la Haute Autorité de santé.
En parallèle, il poursuit ses activités de recherche. Il co-publie dans la revue medecine/science en 2007 un article concluant qu'il existe un lien entre les allergies respiratoires et la pollution de l'air liée aux particules fines responsables de recrudescence des pathologies respiratoires lors des épisodes de pollution particulaire. Il conclut aussi dans des articles co-signés avec d'autres chercheurs que les particules fines du diesel sont responsables de dégradations physiologiques cellulaires du poumon ainsi que d'autres effets biologiques délétères,, et qu'il existe des synergies aggravantes en cas de co-exposition à la fumée de cigarette et aux particules diesel.

## Positions publiques minimisant les effets de la pollution de l'air
En 2009, dans le Bulletin De l'Académie nationale de médecine, il estime qu'il est indéniable que les particules diesel « contribuent à la prévalence croissante de l'asthme et de la rhinite allergique », mais il n'évoque pas leurs effets concernant le cancer du poumon ou autres.
En 2012, Michel Aubier affirme dans un article, signé de lui seul, mais en tant que « Membre correspondant de l'Académie nationale de médecine », dans le Bulletin de l'Académie nationale de médecine, que la pollution de l'air « est incriminée dans la survenue de multiples effets délétères pour la santé humaine. Si certains, comme la potentialisation des allergies respiratoires, sont indéniables, de nombreuses interrogations demeurent pour d'autres, tels l'impact sur la mortalité, le cancer du poumon ou les accidents cardiovasculaires ». Il déclare dans cet article « ne pas avoir de liens d'intérêt en relation avec le contenu de cette information ».
Deux ans plus tard, en mars 2014, interrogé sur RTL à propos des pics de pollution, le professeur Michel Aubier n'y voit « aucun danger pour les sujets bien portants ». Ces derniers peuvent même, selon lui,« courir un marathon en période polluée ».
Lors de l'enquête de 2015, M. Aubier a reconnu devant les représentants du Sénat que les maladies respiratoires, bronchiques et cardiovasculaires (qui coûtent des millions d'euros par an à l'AP-HP) étaient le plus souvent liées à la pollution de l'air, mais tout en affirmant que l'impact de la pollution sur le cancer du poumon « est extrêmement faible et fait l'objet de nombreux débats ».
En mars 2016, à la télévision, il répond « Je ne pense pas, et la plupart des experts sont d'accord, qu'être exposé à la pollution ambiante dans des villes comme Paris prédispose au cancer du poumon, à moins qu'il n'y ait un autre facteur comme le tabagisme », affirmation qui fait vivement réagir ses confrères, dont six médecins, qui en se basant sur le classement du CIRC protestent contre ces propos.
Il a encadré une thèse (thèse de P Juvin, publiée en 2001) sur certains effets des halogénés et des particules diesel.

### Commission d'enquête
Le 16 avril 2015, lors d'une audition sous serment par la commission d'enquête sénatoriale sur le coût financier de la pollution de l'air, il maintient que les effets de la pollution de l'air sur le cancer sont « modestes et faibles ». Il était alors supposé parler en tant que représentant de l'Assistance Publique-Hôpitaux de Paris (il était aussi alors responsable de la pneumonologie et de l'allergologie à l'hôpital Bichat-Claude Bernard à Paris, peu avant sa retraite de ce poste), et avait déclaré n'avoir « aucun lien avec les acteurs économiques du secteur », alors qu'il était en réalité salarié du groupe Total depuis 1997. Plusieurs sénateurs, dont Leila Aïchi, rapporteure de la commission d'enquête sur le coût économique et financier de la pollution (créée au Sénat le 11 février 2015, ayant débuté ses auditions le 19 mars 2015 et rendu public son rapport le 15 juillet 2015), se sont « étonnés » des réponses du docteur Aubier pendant son audition, l'accusant de minimiser l'impact de la pollution sur la population qu'il est précisément censé soigner[réf. nécessaire].
Le 28 avril 2016, le bureau du Sénat décide à l'unanimité de demander au président de l'institution, Gérard Larcher, de saisir le parquet sur les suites à donner aux déclarations litigieuses tenues sous serment par le professeur Aubier. C'est la première fois de l'histoire parlementaire que le Sénat se porte partie civile pour demander réparation du préjudice subi, considérant que les témoignages émis en commission implique un « devoir de vérité »,.

### Enquête judiciaire et médiatisation
L'enquête judiciaire montre que M. Aubier avait fait des « erreurs », en omettant de  demander des autorisations à ses employeurs pour cinq contrats de travail ad hoc qu'il avait contracté avec des sociétés pharmaceutiques (déclarés dans une base de données du ministère de la Santé) ; il n'avait mentionné à l'AP-HP que des « liens » avec une dizaine de laboratoires pharmaceutiques, dont pour des missions ponctuelles de quelques dizaines d'euros à peine.
Le 16 mars 2016, Libération et Le Canard enchaîné dénoncent un conflit d'intérêts qui ne semble pas vraiment gêner le médecin. « C'est tellement éloigné de ma spécialité que je n'y ai pas pensé », se défend-il avant de préciser au Canard enchaîné avoir également travaillé « pour un groupe d'étude sur le diesel avec PSA », le constructeur Peugeot-Citroën. Le Canard enchaîné relève que le docteur Aubier émet son opinion à titre scientifique dans les médias pour minimiser l'impact de la « pollution ambiante » liée (entre autres) aux voitures diesel et à l'augmentation du taux de particules fines dans l'air[réf. nécessaire].

### Condamnation
Le 14 juin 2017, Michel Aubier est jugé devant le tribunal correctionnel de Paris pour faux témoignage devant le Sénat. Il reconnaît l'existence de « liens avec les acteurs économiques du secteur », mais affirme que cela ne présentait « absolument aucun conflit d'intérêts » non seulement avec « le contenu de son audition » au Sénat mais aussi avec « ses autres activités » à l'AP-HP.
Le 5 juillet 2017, il est condamné par la 31e chambre correctionnelle de Paris à une peine de six mois de prison avec sursis et à une amende de 50 000 euros pour faux témoignage,. « Le tribunal estime que la peine prononcée est proportionnée à la gravité des faits : un mensonge devant la représentation nationale ». Sa condamnation est une première en France. La peine va au-delà des réquisitions du parquet, qui n'avait requis qu'une amende de 30 000 euros. La peine prononcée en première instance reste toutefois bien en deçà des cinq ans de prison et des 75 000 euros d'amende dont est passible un faux témoignage.
Lors de son procès en appel, le 5 octobre 2018, il plaide la « confusion » et « avoir confondu les notions de conflit et de lien d'intérêt ». Le 9 novembre 2018, le tribunal retient la qualification de « faux témoignage », mais réduit l'amende de 50 à 20 000 € sans peine de prison .
Ce jugement, une première en France, a eu un écho international dans le monde scientifique, il a notamment cité par la revue Nature qui évoque aussi le procès civil qu'il a perdu (pour un même chef d'accusation) contre ses employeurs AP-HP qui estimaient que M. Aubier avait terni leur image. Cet article de Nature ajoute aussi que deux ONG environnementales françaises (Générations Futures et Écologie sans frontière) avaient aussi poursuivi M Auger[pas clair], estimant que « la fausse déclaration d'Aubier montre un conflit d'intérêts clair et pourrait avoir un impact négatif sur l'évolution de la réglementation française sur la pollution de l'air ». Cependant le 5 juillet 2017, la juge Évelyne Sire-Marin estime la plainte non-recevable au motif que, selon elle, les propos d’Aubier n’enfreignaient pas directement la législation environnementale française.

### Mise en cause de l'impartialité de la présidente du tribunal
Dans un article paru en 2017, Clément Weill-Raynal, journaliste de France 3, affirme que « certains juristes mettent en doute l'impartialité d'Évelyne Sire-Marin, la présidente du tribunal qui a condamné le pneumologue ». Dans cet article, le journaliste évoque des « engagements militants de la présidente du tribunal avec des organisations souvent opposées à Total ».
Après cet article, Évelyne Sire-Marin attaque le journaliste en diffamation lui reprochant d'avoir mis en cause son impartialité dans le procès de Michel Aubier.  En décembre 2021, après une condamnation en première instance, la Cour de cassation confirme la relaxe du journaliste confirmant la décision de la cour d'appel de Douai qui avait jugé que l'article incriminé se fondait « sur une base factuelle suffisante ».

## Publications scientifiques
Michel Aubier est auteur ou co-auteur d'articles médicaux qui concernent principalement l'asthme, l'insuffisance respiratoire et l'impact de la pollution atmosphérique environnementale sur le système respiratoire.

### Principaux articles
- Aubier, M., Murciano, D., Lecocguic, Y., Viires, N., Jacquens, Y., Squara, P., & Pariente, R. (1985). Effect of hypophosphatemia on diaphragmatic contractility in patients with acute respiratory failure. New England Journal of Medicine, 313(7), 420-424[42].
- Boland, S., Baeza-Squiban, A., Fournier, T., Houcine, O., Gendron, M. C., Chévrier, M., ... & Marano, F. (1999). Diesel exhaust particles are taken up by human airway epithelial cells in vitro and alter cytokine production. American Journal of Physiology-Lung Cellular and Molecular Physiology, 276(4), L604-L613 (il est précisé en fin d'article que ce travail a été partiellement financé par Renault DIMAT, et qu'il doit être considéré comme "publicité", uniquement en raison du financement de sa publication).
- Boland, S., V. Bonvallot, T. Fournier, A. Baeza-Squiban, M. Aubier, and F. Marano. (2000) Mechanisms of GM-CSF increase by diesel exhaust particles in human airway epithelial cells. Am. J. Physiol. Lung Cell Mol. Physiol. 278:L25.
- Bonay, M., & Aubier, M. (2007). Classification des polluants atmosphériques. Médecine/Science, 23(2).
- Juvin, P., Fournier, T., Grandsaigne, M., Desmonts, J. M., & Aubier, M. (2002). Diesel particles increase phosphatidylcholine release through a NO pathway in alveolar type II cells. American Journal of Physiology-Lung Cellular and Molecular Physiology, 282(5), L1075-L1081.
- Aubier M (2006) Pollution et allergie: le rôle des émissions diesel. INSERM (U408) et Service de Pneumologie, Hôpital Bichat, Paris.. Disponible sur: http://www. infosystel. com/jbreton/pollution_et_allergies_diesel. fr. html.(Page consultée le 17/03/2006).
- Aubier, M., Buhl, R., Ekström, T., Ostinelli, J., van Schayck, C. P., Selroos, O., & Haughney, J. (2010). Comparison of two twice-daily doses of budesonide/formoterol maintenance and reliever therapy. European Respiratory Journal, 36(3), 524-530[43].
- Aubier, M., Thabut, G., Hamidi, F., Guillou, N., Brard, J., Dombret, M. C., ... & Taillé, C. (2016). Airway smooth muscle enlargement is associated with protease-activated receptor 2/ligand overexpression in patients with difficult-to-control severe asthma. Journal of Allergy and Clinical Immunology, 138(3), 729-739[44].

### Ouvrages
- L'asthme, Odile Jacob, Paris 2013.
- L'homme est il malade de son environnement ?, Plon, Paris, 2013.

## Distinctions honorifiques
- Docteur Honoris causa de l'université de Buenos Aires.
- Prix de l'investigation clinique de la Fondation pour la recherche médicale (1983).
- Prix Valpan de pneumologie (1985).
- Manual Albertal Memorial Award (16e Word Congress on diseases of the chest, American college of physicians, 1989, Boston, USA).
- The Shubin Memorial Lecture Award Society of Critical Care Medicine (1993, New York, USA).
- Prix Environnement et santé (2001, Académie nationale de médecine).
- Lauréat des Victoires de la médecine (2004).
- Prix Jean Bernard (2015 FRM).
- Honorary Lurn Lecture (Ystad, Suède).